# کیلیان امباپه
کیلیان امباپه لوتان (به فرانسوی: Kylian Mbappé Lottin‎؛ زادهٔ ۲۰ دسامبر ۱۹۹۸)، بازیکن فوتبال اهل فرانسه است که در پست مهاجم برای باشگاه فوتبال رئال مادرید در لا لیگا و به عنوان کاپیتان برای تیم ملی فوتبال فرانسه بازی می‌کند. او به خاطر قدرت دریبل زدن، تمام کردن و سرعتش، به طور گسترده به عنوان یکی از بهترین بازیکنان جهان شناخته می‌شود.
امباپه در پاریس به دنیا آمد و در نزدیکی بوندی بزرگ شد. او فوتبال حرفه‌ای را در سال ۲۰۱۵، از باشگاه موناکو شروع کرد و با این تیم به قهرمانی در لیگ ۱ فرانسه رسید. امباپه مورد توجه پاری سن ژرمن قرار گرفت. این باشگاه ابتدا او را در فصل ۱۸–۲۰۱۷ به صورت قرضی در اختیار گرفت و سپس با پیشنهاد ۱۸۰ میلیون یورویی او را به دومین انتقال گران‌قیمت تاریخ فوتبال و گران‌ترین بازیکن نوجوان تمام دوران تبدیل کرد. امباپه با پاری سن ژرمن، شش قهرمانی لیگ ۱ و چهار قهرمانی جام حذفی فرانسه، از جمله یک چهارگانه داخلی در فصل ۲۰–۲۰۱۹، به دست آورد. همچنین این باشگاه را به اولین فینال لیگ قهرمانان اروپا در سال ۲۰۲۰ رساند. او بهترین گلزن تاریخ پاری سن ژرمن و هفتمین گلزن برتر تاریخ لیگ ۱ فرانسه است. امباپه در سال ۲۰۲۴ با انتقالی رایگان به رئال مادرید پیوست.
در سطح ملی امباپه در سال ۲۰۱۷ به تیم ملی فرانسه دعوت شد و در جام جهانی ۲۰۱۸ روسیه به میدان رفت. او یکی از بازیکنان اثرگذار قهرمانی فرانسه در جام جهانی ۲۰۱۸ بود و در مرحلهٔ حذفی یک‌هشتم نهایی مقابل آرژانتین دو بار گلزنی کرد و موجب پیروزی ۴–۳ فرانسه شد. او همچنین در فینال جام نیز یکی از گل‌های فرانسه به کرواسی را به ثمر رساند تا بعد از پله دومین بازیکن نوجوان تاریخ باشد که در فینال جام جهانی فوتبال گلزنی کرده‌است. او در این جام به عنوان بهترین بازیکن جوان جام جهانی و سپس به عنوان بازیکن سال فوتبال فرانسه برگزیده شد. او همچنین به فرانسه کمک کرد تا در لیگ ملت‌های اروپا در سال ۲۰۲۱ قهرمان شوند و جایزه بهترین گلزن را در مرحله نهایی دریافت کرد. فرانسه در جام جهانی ۲۰۲۲ قطر نیز به فینال رسید. امباپه در برابر آرژانتین هت‌تریک کرد و رکوردار بیشترین گل زده در تاریخ فینال‌های جام جهانی شد. او با هشت گلِ زده، عنوان کفش طلای این جام را کسب کرد و همچنین با کسب توپ نقره‌ای، دومین بازیکن برتر جام شناخته شد. امباپه یکی از تنها دو بازیکنی است که در دو فینال متوالی جام جهانی گلزنی کرده‌اند (دیگری واوا برزیلی در سال‌های ۱۹۵۸ و ۱۹۶۲).
امباپه در جایگاه سوم توپ طلای ۲۰۲۳ قرار گرفت و در جایزه بهترین بازیکن مرد فیفا در سال ۲۰۲۲ دوم شد. او در سال ۲۰۱۷، جایزه پسر طلایی و در سال ۲۰۱۸، جایزه کوپا را دریافت کرد و در سال‌های ۲۰۱۹ و ۲۰۲۳، نامزد دریافت جایزه لوریوس بهترین ورزشکار مرد سال شد. در سال ۲۰۲۳، او در فهرست ۱۰۰ فرد تأثیرگذار جهان توسط مجله تایم و در فهرست فوربز از پردرآمدترین ورزشکاران جهان در رتبه سوم قرار گرفت.

## اوایل زندگی
امباپه در منطقه ۱۹ پاریس به دنیا آمد و در بوندی واقع در شمال شرق حومه همان شهر، بزرگ شد. امباپه در کودکی به یک مدرسه خصوصی کاتولیک در بوندی رفت و در آنجا با استعداد تحصیلی اما سرکش به حساب می آمد. در ۱۵ سالگی، او شروع به خواندن دروس اسپانیایی کرد و در نهایت به این زبان مسلط شد. پدرش ویلفرد امباپه، مربی فوتبال و مدیربرنامهٔ اهل کامرون است و مادرش فایزه العماری بازیکن هندبال پیشین اهل الجزایر است. برادر کوچکتر وی، اتان امباپه در تیم جوانان پی‌اس‌جی بازی می‌کند. برادر خواندهٔ او ژیرس کمبو-اکوکو نیز بازیکن فوتبال است. او در طی سال‌ها از زین الدین زیدان، کریستیانو رونالدو، نیمار، رونالدینیو، لیونل مسی، رونالدو نازاریو، ادن هازارد و تیری آنری به عنوان الگوهایش یاد کرده‌است.

## دوران باشگاهی

### آغاز کار
امباپه فوتبالش را از آ.اس. بوندی با مربیگری پدرش ویلفرد آغاز کرد. وی سپس به آکادمی کلیر فونتین نقل مکان کرد. عملکرد چشمگیر او در آنجا منجر به جلب توجه باشگاه‌های فرانسوی متعدد، رئال مادرید، چلسی، لیورپول، منچستر سیتی و بایرن مونیخ شد. در سن ۱۱ سالگی، رئال مادرید از او دعوت کرد تا با تیم زیر ۱۲ سال خود تمرین کند و از امکانات باشگاه بازدید کند. وی در سن ۱۴ سالگی، پس از دعوت شدن از طرف چلسی، به لندن سفر کرد و برای تیم جوانان این باشگاه در برابر چارلتون اتلتیک بازی کرد.

### موناکو
امباپه در ژوئیه ۲۰۱۳ در سن ۱۴ سالگی به آکادمی جوانان موناکو پیوست و قراردادی سه ساله امضا کرد. در آن زمان رئال مادرید و زین الدین زیدان نیز به شدت دنبال جذب این بازیکن بودند.
امباپه برای نخستین بار در ۲ دسامبر ۲۰۱۵ برای تیم بزرگسالان موناکو در تساوی ۱–۱ برابر کان در لیگ ۱ به جای فابیو کونترائو در دقیقه ۸۸ به میدان رفت. او با ۱۶ سال و ۳۴۷ روز سن به جوان‌ترین بازیکن تاریخ باشگاهش تبدیل شد و رکورد تیری آنری را که ۲۱ سال قبل بر جای گذاشته بود را شکست. درخشش امباپه از فصل ۱۷–۲۰۱۶ آغاز شد؛ وی همراه با موناکو به نیمه‌نهایی لیگ قهرمانان اروپا رسید. شاه نشین‌ها در این راه، ابتدا منچستر سیتی را با درخشش امباپه شکست دادند. سپس در یک چهارم نهایی، بوروسیا دورتموند را با ۳ گل امباپه در دو بازی رفت و برگشت شکست دادند. در مرحله نیمه نهایی موناکو در مجموع دو بازی رفت و برگشت با نتیجه ۴–۱ از یوونتوس شکست خورد و از دور مسابقات کنار رفت. زننده تک گل موناکو در بازی برگشت، امباپه بود. او فصل ۱۷–۲۰۱۶ را با ۲۶ گل در ۴۴ بازی در تمامی رقابت‌ها به پایان رساند و به همراه موناکو قهرمان لیگ ۱ شد. وی پس از فصل در فهرست ۵۰ بازیکن آینده دار سایت گل.کام، رده دوم را در اختیار گرفت و در بین تمامی بازیکنان فوتبال جهان، بیشترین رشد قیمت را در بازار نقل و انتقالات تابستانی سال ۲۰۱۷ تجربه کرد.

### پاری سن ژرمن
در تاریخ ۳۱ اوت ۲۰۱۷، پاری سن ژرمن امباپه را با معامله و امکان امضای یک قرارداد قرضی برای فصول بیشتر به خدمت گرفت. او در ابتدا شماره ۲۹ را در اختیار داشت و در ادامه با پیوستن لوکاس مورا به تاتنهام در ژوئیه ۲۰۱۸ شماره ۷ باشگاه پاریسی را به تن کرد. در اکتبر همان سال تنها در سیزده دقیقه چهار گل وارد دروازه لیون کرد و رکورد جوان‌ترین بازیکن که موفق به زدن چهار گل در یک مسابقه شده را در تاریخ لوشامپیونه به نام خود ثبت نمود.
او در فصل ۱۹–۲۰۱۸ ضمن آقای گلی در لیگ ۱ فرانسه و دریافت کفش طلای بهترین گلزن، برای اولین بار در لیگ ۱، هم‌زمان به عنوان بهترین بازیکن فصل و بهترین بازیکن جوان فصل هم انتخاب شد.
در ۱۰ مه ۲۰۲۴، امباپه از طریق شبکه‌های اجتماعی خود اعلام کرد که پاری سن ژرمن را ترک خواهد کرد. او اعلام کرد که قرارداد خود را تمدید نمی‌کند و این فصل پایان دوران حرفه‌ای اش در این باشگاه است. او آخرین بازی خود را برای این باشگاه در ۲۵ مه، فینال جام حذفی فوتبال فرانسه در برد ۲–۱ مقابل لیون انجام داد. همچنین او آخرین فصل خود را با پی‌اس‌جی به عنوان بهترین گلزن لیگ قهرمانان با ۸ گل مشترکا با هری کین به پایان رساند.
او بهترین گلزن تاریخ این باشگاه است و در رتبه سوم تعداد پاس گل تاریخ پاری سن ژرمن قرار دارد. امباپه با پاری سن ژرمن شش بار قهرمان لیگ ۱ فرانسه، سه بار جام حذفی فرانسه، پنج مرتبه سوپر جام فرانسه و دو قهرمانی جام اتحادیه فرانسه را کسب کرده‌است. او شش بار و در شش فصل متوالی آقای گل لیگ یک فرانسه شد و پنج بار به عنوان بهترین بازیکن سال لیگ ۱ انتخاب شد.

### رئال مادرید
در ۳ ژوئن ۲۰۲۴، باشگاه رئال مادرید اعلام کرد که امباپه قراردادی ۵ ساله با این باشگاه امضا کرده است. انتقال او به رئال مادرید موضوع گمانه‌زنی‌ها و مذاکرات شدیدی بود که نشان‌دهنده وضعیت او به‌عنوان یکی از محبوب‌ترین بازیکنان فوتبال است. پس از اعلام این خبر، امباپه هیجان خود را در شبکه‌های اجتماعی ابراز کرد و گفت: «این یک رویا است که به حقیقت پیوسته. خیلی خوشحال و مفتخرم که به باشگاه رویاهایم پیوستم... هیچ کس نمی تواند درک کند که من در حال حاضر چقدر هیجان زده هستم!» در ۱۰ ژوئیه، باشگاه رئال مادرید اعلام کرد که مراسم معارفه امباپه در سانتیاگو برنابئو در ۱۶ ژوئیه برگزار خواهد شد. بعداً در همان روز، او پیراهن شماره ۹ را دریافت کرد و اولین بازیکن رئال مادرید شد که این شماره را پس از بنزما بر تن می‌کند. در ۱۶ ژوئیه، امباپه به عنوان بازیکن جدید رئال مادرید در سانتیاگو برنابئو معرفی شد. مراسم معارفه او با حضور ۸۰ هزار تماشاگر برگزار شد که تعداد آن برابر با معارفه کریستیانو رونالدو در سال ۲۰۰۹ بود.
امباپه اولین بازی خود را برای رئال مادرید در ۱۴ اوت در سوپر جام اروپا ۲۰۲۴ مقابل آتالانتا انجام داد و گل دوم را در برد ۲–۰ به ثمر رساند.

## دوران ملی

### ۲۰۱۴–۲۰۱۸: بازی در تیم‌های پایه و اولین بازی برای تیم بزرگسالان
در ژوئیه ۲۰۱۶، امباپه پنج بار برای تیم ملی زیر ۱۹ سال فرانسه گلزنی کرد و در قهرمانی تیم در مسابقات قهرمانی اروپا نقش بسزایی داشت. دو گل او در نیمه دوم در پیروزی ۳–۱ مقابل پرتغال در نیمه نهایی به تیمش کمک کرد تا به فینال برسد. او در تیم منتخب مسابقات قرار گرفت.
امباپه برای اولین بار برای رویارویی با لوکزامبورگ و اسپانیا در مارس ۲۰۱۷ به تیم بزرگسالان فرانسه دعوت شد. او اولین بازی خود را در ۲۵ مارس انجام داد و در دقیقه ۷۸ به جای دیمیتری پایت وارد زمین شد. با انجام این کار، او با ۱۸ سال، سه ماه و پنج روز سن به دومین بازیکن جوان تاریخ (پس از ماریان ویسنیسکی) تبدیل شد که برای فرانسه بازی کرده‌است. در ۳۱ آگوست ۲۰۱۷، امباپه اولین گل بین‌المللی بزرگسالان خود را در مسابقه مقدماتی جام جهانی ۲۰۱۸ مقابل هلند به ثمر رساند. او در مارس ۲۰۱۸ در بازی دوستانه مقابل روسیه نیز دو گل به ثمر رساند.

### ۲۰۱۸–۲۰۲۱: قهرمانی جهان و ناکامی در یورو

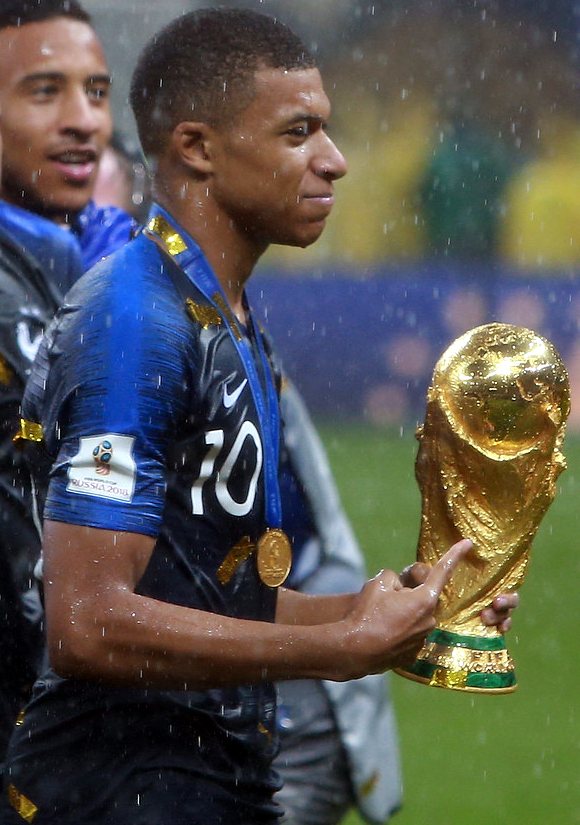
امباپه با جام در دست پس از قهرمانی جام جهانی، ژوئیه ۲۰۱۸

در ۱۷ می ۲۰۱۸، امباپه به تیم ملی فرانسه برای جام جهانی ۲۰۱۸ روسیه دعوت شد. در ۲۱ ژوئن ۲۰۱۸، او اولین گل خود در جام جهانی را در برد ۱–۰ در مرحله گروهی مقابل پرو به ثمر رساند. این گل او را به جوانترین گلزن فرانسوی در ادوار جام جهانی تبدیل کرد. در ۳۰ ژوئن ۲۰۱۸، او در پیروزی ۴–۳ مقابل آرژانتیندر مرحله یک‌هشتم نهایی، با گرفتن یک پنالتی برای تیمش و به ثمر رساندن دو گل، بهترین بازیکن مسابقه شد. امباپه پس از پله در جام ۱۹۵۸، دومین نوجوانی بود که در یک بازی جام جهانی دو گل به ثمر رساند. وی مقابل کرواسی در فینال نیز، یک گل به ثمر رسانید و بازی با پیروزی ۴–۲ فرانسه به اتمام رسید. او پس از پله دومین نوجوانی شد که در فینال جام جهانی گلزنی کرد و علاوه بر این، وی با به ثمر رساندن چهار گل در مسابقات، بهترین بازیکن جوان جام جهانی را دریافت کرد. پله در رسانه‌های اجتماعی به او تبریک گفت.
یورو ۲۰۲۰ به دلیل دنیاگیری کووید-۱۹ به مدت یک سال به تعویق افتاد. در ۱۸ مه ۲۰۲۱، امباپه در فهرست تیم فرانسه برای یورو ۲۰۲۰، دومین تورنمنت بزرگ بین‌المللی‌اش، قرار گرفت. در ۱۵ ژوئن، او در بازی مرحله گروهی مقابل آلمان، یک گل زد و یک پاس گل داد، که هر دو آفساید اعلام شدند. در ۲۸ ژوئن، او پاس گل کریم بنزما در بازی فرانسه مقابل سوئیس در مرحله یک‌هشتم نهایی را داد. پس از تساوی ۳–۳، بازی به ضربات پنالتی کشیده شد. امباپه موفق به زدن پنالتی تعیین‌کننده پنجم نشد و فرانسه از مسابقات حذف شد. این مهاجم در هیچ‌یک از چهار بازی فرانسه در این رقابت‌ها موفق به گلزنی نشد.

## آمار

### باشگاهی
تا تاریخ ۲۴ مه  ۲۰۲۵
| باشگاه             | فصل                | لیگ                | لیگ  | لیگ | جام  | جام | جام لیگ | جام لیگ | اروپا | اروپا | دیگر | دیگر | مجموع | مجموع |
| باشگاه             | فصل                | دسته               | بازی | گل  | بازی | گل  | بازی    | گل      | بازی  | گل    | بازی | گل   | بازی  | گل    |
| ------------------ | ------------------ | ------------------ | ---- | --- | ---- | --- | ------- | ------- | ----- | ----- | ---- | ---- | ----- | ----- |
| موناکو بی          | ۲۰۱۶–۲۰۱۵          | CFA                | ۱۰   | ۲   | _    | _   | _       | _       | _     | _     | _    | _    | ۱۰    | ۲     |
| موناکو             | ۲۰۱۷–۲۰۱۶          | CFA                | ۲    | ۲   | _    | _   | _       | _       | _     | _     | _    | _    | ۲     | ۲     |
| مجموع موناکو بی    | مجموع موناکو بی    | مجموع موناکو بی    | ۱۲   | ۴   | _    | _   | _       | _       | _     | _     | _    | _    | ۱۲    | ۴     |
| موناکو             | ۲۰۱۶–۲۰۱۵          | لیگ ۱              | ۱۱   | ۱   | ۱    | ۰   | ۱       | ۰       | ۱     | ۰     | _    | _    | ۱۴    | ۱     |
| موناکو             | ۲۰۱۷–۲۰۱۶          | لیگ ۱              | ۲۹   | ۱۵  | ۳    | ۲   | ۳       | ۳       | ۹     | ۶     | _    | _    | ۴۴    | ۲۶    |
| موناکو             | ۲۰۱۸–۲۰۱۷          | لیگ ۱              | ۱    | ۰   | _    | _   | _       | _       | _     | _     | ۱    | ۰    | ۲     | ۰     |
| مجموع موناکو       | مجموع موناکو       | مجموع موناکو       | ۴۱   | ۱۶  | ۴    | ۲   | ۴       | ۳       | ۱۰    | ۶     | ۱    | ۰    | ۶۰    | ۲۷    |
| پاری سن ژرمن       | ۲۰۱۸–۲۰۱۷          | لیگ ۱              | ۲۷   | ۱۳  | ۵    | ۴   | ۴       | ۰       | ۸     | ۴     | —    | —    | ۴۴    | ۲۱    |
| پاری سن-ژرمن       | ۲۰۱۹–۲۰۱۸          | لیگ ۱              | ۲۹   | ۳۳  | ۴    | ۲   | ۲       | ۰       | ۸     | ۴     | ۰    | ۰    | ۴۳    | ۳۹    |
| پاری سن-ژرمن       | ۲۰۲۰–۲۰۱۹          | لیگ ۱              | ۲۰   | ۱۸  | ۳    | ۴   | ۳       | ۲       | ۱۰    | ۵     | ۱    | ۱    | ۳۷    | ۳۰    |
| پاری سن-ژرمن       | ۲۰۲۱–۲۰۲۰          | لیگ ۱              | ۳۱   | ۲۷  | ۵    | ۷   | _       | _       | ۱۰    | ۸     | ۱    | ۰    | ۴۷    | ۴۲    |
| پاری سن-ژرمن       | ۲۰۲۱–۲۰۲۲          | لیگ ۱              | ۳۵   | ۲۸  | ۳    | ۵   | _       | _       | ۸     | ۶     | ۰    | ۰    | ۴۶    | ۳۹    |
| پاری سن-ژرمن       | ۲۰۲۲–۲۰۲۳          | لیگ ۱              | ۳۴   | ۲۹  | ۱    | ۵   | _       | _       | ۸     | ۷     | ۰    | ۰    | ۴۳    | ۴۱    |
| پاری سن ژرمن       | ۲۰۲۳–۲۰۲۴          | لیگ ۱              | ۲۹   | ۲۷  | ۶    | ۸   | –       | –       | ۱۲    | ۸     | ۱    | ۱    | ۴۸    | ۴۴    |
| مجموع پاری سن ژرمن | مجموع پاری سن ژرمن | مجموع پاری سن ژرمن | ۲۰۵  | ۱۷۵ | ۲۷   | ۳۵  | ۹       | ۲       | ۶۴    | ۴۲    | ۳    | ۲    | ۳۰۸   | ۲۵۶   |
| رئال مادرید        | ۲۰۲۴–۲۰۲۵          | لا لیگا            | ۳۴   | ۳۱  | ۴    | ۲   | –       | –       | ۱۴    | ۷     | ۴    | ۳    | ۵۶    | ۴۳    |
| مجموع آمار         | مجموع آمار         | مجموع آمار         | ۲۹۲  | ۲۲۶ | ۳۵   | ۳۹  | ۱۳      | ۵       | ۸۸    | ۵۵    | ۸    | ۵    | ۴۳۶   | ۳۳۰   |

یادداشت‌ها
1. ↑  حضور در لیگ اروپا
2. 1 2 3 4  حضور در لیگ قهرمانان اروپا
3. 1 2  حضور در سوپر جام فوتبال فرانسه

### بازی‌های ملی
تا تاریخ ۲۰ مه  ۲۰۲۵
| فرانسه | فرانسه | فرانسه | فرانسه |
| سال    | بازی   | گل     | پاس گل |
| ------ | ------ | ------ | ------ |
| ۲۰۱۷   | ۱۰     | ۱      | ۳      |
| ۲۰۱۸   | ۱۸     | ۹      | ۵      |
| ۲۰۱۹   | ۶      | ۳      | ۳      |
| ۲۰۲۰   | ۵      | ۳      | ۲      |
| ۲۰۲۱   | ۱۴     | ۸      | ۷      |
| ۲۰۲۲   | ۱۳     | ۱۲     | ۳      |
| ۲۰۲۳   | ۹      | ۱۰     | ۷      |
| ۲۰۲۴   | ۱۱     | ۲      | ۴      |
| ۲۰۲۵   | ۲      | ۰      | ۰      |
| مجموع  | ۸۸     | ۴۸     | ۳۴     |

### گل‌های ملی
تا تاریخ آخرین بازی ۲۴ مه ۲۰۲۵، لیست زیر پس از هر بار گلزنی کیلیان امباپه به‌روزرسانی می‌شود
| شماره | تاریخ           | میزبان       | بازی ملی | حریف          | نتیجه | رقابت                             |
| ----- | --------------- | ------------ | -------- | ------------- | ----- | --------------------------------- |
| ۱     | ۳۱ اوت ۲۰۱۷     | سن-دنی       | ۵        | هلند          | ۴–۰   | مقدماتی جام جهانی ۲۰۱۸            |
| ۲     | ۲۷ مارس ۲۰۱۸    | سنت پترزبورگ | ۱۲       | روسیه         | ۳–۱   | دوستانه                           |
| ۳     | ۲۷ مارس ۲۰۱۸    | سنت پترزبورگ | ۱۲       | روسیه         | ۳–۱   | دوستانه                           |
| ۴     | ۹ ژوئن ۲۰۱۸     | لیون         | ۱۵       | آمریکا        | ۱–۱   | دوستانه                           |
| ۵     | ۲۱ ژوئن ۲۰۱۸    | یکاترینبورگ  | ۱۷       | پرو           | ۱–۰   | جام جهانی ۲۰۱۸ روسیه              |
| ۶     | ۳۰ ژوئن ۲۰۱۸    | کازان        | ۱۹       | آرژانتین      | ۴–۳   | جام جهانی ۲۰۱۸ روسیه              |
| ۷     | ۳۰ ژوئن ۲۰۱۸    | کازان        | ۱۹       | آرژانتین      | ۴–۳   | جام جهانی ۲۰۱۸ روسیه              |
| ۸     | ۱۵ ژوئیه ۲۰۱۸   | مسکو         | ۲۲       | کرواسی        | ۴–۲   | جام جهانی ۲۰۱۸ روسیه              |
| ۹     | ۹ سپتامبر ۲۰۱۸  | سن-دنی       | ۲۴       | هلند          | ۲–۱   | لیگ ملت‌های اروپا ۱۹–۲۰۱۸          |
| ۱۰    | ۱۱ اکتبر ۲۰۱۸   | گنگام        | ۲۵       | ایسلند        | ۲–۲   | دوستانه                           |
| ۱۱    | ۲۲ مارس ۲۰۱۹    | کیشیناو      | ۲۹       | مولداوی       | ۴–۱   | مقدماتی جام ملت‌های اروپا ۲۰۲۰     |
| ۱۲    | ۲۵ مارس ۲۰۱۹    | سن-دنی       | ۳۰       | ایسلند        | ۴–۰   | مقدماتی جام ملت‌های اروپا ۲۰۲۰     |
| ۱۳    | ۱۱ ژوئن ۲۰۱۹    | لا ولا       | ۳۳       | آندورا        | ۴–۰   | مقدماتی جام ملت‌های اروپا ۲۰۲۰     |
| ۱۴    | ۵ سپتامبر ۲۰۲۰  | سولنا        | ۳۵       | سوئد          | ۱–۰   | لیگ ملت‌های اروپا ۲۱–۲۰۲۰          |
| ۱۵    | ۷ اکتبر ۲۰۲۰    | سن-دنی       | ۳۶       | اوکراین       | ۷–۱   | دوستانه                           |
| ۱۶    | ۱۴ اکتبر ۲۰۲۰   | زاگرب        | ۳۸       | کرواسی        | ۲–۱   | لیگ ملت‌های اروپا ۲۱–۲۰۲۰          |
| ۱۷    | ۲ ژوئن ۲۰۲۱     | نیس          | ۴۳       | ولز           | ۳–۰   | دوستانه                           |
| ۱۸    | ۷ اکتبر ۲۰۲۱    | تورین        | ۵۰       | بلژیک         | ۳–۲   | مرحله نهایی لیگ ملت‌های اروپا ۲۰۲۱ |
| ۱۹    | ۱۰ اکتبر ۲۰۲۱   | میلان        | ۵۱       | اسپانیا       | ۲–۱   | فینال لیگ ملت‌های اروپا ۲۰۲۱       |
| ۲۰    | ۱۳ نوامبر ۲۰۲۱  | پاریس        | ۵۲       | قزاقستان      | ۸–۰   | مقدماتی جام جهانی ۲۰۲۲            |
| ۲۱    | ۱۳ نوامبر ۲۰۲۱  | پاریس        | ۵۲       | قزاقستان      | ۸–۰   | مقدماتی جام جهانی ۲۰۲۲            |
| ۲۲    | ۱۳ نوامبر ۲۰۲۱  | پاریس        | ۵۲       | قزاقستان      | ۸–۰   | مقدماتی جام جهانی ۲۰۲۲            |
| ۲۳    | ۱۳ نوامبر ۲۰۲۱  | پاریس        | ۵۲       | قزاقستان      | ۸–۰   | مقدماتی جام جهانی ۲۰۲۲            |
| ۲۴    | ۱۶ نوامبر ۲۰۲۱  | هلسینکی      | ۵۳       | فنلاند        | ۲–۰   | مقدماتی جام جهانی ۲۰۲۲            |
| ۲۵    | ۲۹ مارس ۲۰۲۲    | وینو دسک     | ۵۴       | آفریقای جنوبی | ۵–۰   | دوستانه                           |
| ۲۶    | ۲۹ مارس ۲۰۲۲    | وینو دسک     | ۵۴       | آفریقای جنوبی | ۵–۰   | دوستانه                           |
| ۲۷    | ۱۰ ژوئن ۲۰۲۲    | وین          | ۵۶       | اتریش         | ۱–۱   | لیگ ملت‌های اروپا ۲۳–۲۰۲۲          |
| ۲۸    | ۲۲ سپتامبر ۲۰۲۲ | سن-دنی       | ۵۸       | اتریش         | ۲–۰   | لیگ ملت‌های اروپا ۲۳–۲۰۲۲          |
| ۲۹    | ۲۲ نوامبر ۲۰۲۲  | الوکره       | ۶۰       | استرالیا      | ۴–۱   | جام جهانی ۲۰۲۲ قطر                |
| ۳۰    | ۲۶ نوامبر ۲۰۲۲  | دوحه         | ۶۱       | دانمارک       | ۲–۱   | جام جهانی ۲۰۲۲ قطر                |
| ۳۱    | ۲۶ نوامبر ۲۰۲۲  | دوحه         | ۶۱       | دانمارک       | ۲–۱   | جام جهانی ۲۰۲۲ قطر                |
| ۳۲    | ۴ دسامبر ۲۰۲۲   | دوحه         | ۶۳       | لهستان        | ۳–۱   | جام جهانی ۲۰۲۲ قطر                |
| ۳۳    | ۴ دسامبر ۲۰۲۲   | دوحه         | ۶۳       | لهستان        | ۳–۱   | جام جهانی ۲۰۲۲ قطر                |
| ۳۴    | ۱۸ دسامبر ۲۰۲۲  | لوسیل        | ۶۶       | آرژانتین      | ۳–۳   | فینال جام جهانی ۲۰۲۲ قطر          |
| ۳۵    | ۱۸ دسامبر ۲۰۲۲  | لوسیل        | ۶۶       | آرژانتین      | ۳–۳   | فینال جام جهانی ۲۰۲۲ قطر          |
| ۳۶    | ۱۸ دسامبر ۲۰۲۲  | لوسیل        | ۶۶       | آرژانتین      | ۳–۳   | فینال جام جهانی ۲۰۲۲ قطر          |
| ۳۷    | ۲۴ مارس ۲۰۲۳    | سن-دنی       | ۶۷       | هلند          | ۴–۰   | مقدماتی جام ملت‌های اروپا ۲۰۲۴     |
| ۳۸    | ۲۴ مارس ۲۰۲۳    | سن-دنی       | ۶۷       | هلند          | ۴–۰   | مقدماتی جام ملت‌های اروپا ۲۰۲۴     |
| ۳۹    | ۱۶ ژوئن ۲۰۲۳    | فارو         | ۶۹       | جبل طارق      | ۳–۰   | مقدماتی جام ملت‌های اروپا ۲۰۲۴     |
| ۴۰    | ۱۹ ژوئن ۲۰۲۳    | سن-دنی       | ۷۰       | یونان         | ۱–۰   | مقدماتی جام ملت‌های اروپا ۲۰۲۴     |
| ۴۱    | ۱۳ اکتبر ۲۰۲۳   | آمستردام     | ۷۲       | هلند          | ۲–۱   | مقدماتی جام ملت‌های اروپا ۲۰۲۴     |
| ۴۲    | ۱۳ اکتبر ۲۰۲۳   | آمستردام     | ۷۲       | هلند          | ۲–۱   | مقدماتی جام ملت‌های اروپا ۲۰۲۴     |
| ۴۳    | ۱۷ اکتبر ۲۰۲۳   | لیل          | ۷۳       | اسکاتلند      | ۴–۱   | دوستانه                           |
| ۴۴    | ۱۸ نوامبر ۲۰۲۳  | نیس          | ۷۴       | جبل طارق      | ۱۴–۰  | مقدماتی جام ملت‌های اروپا ۲۰۲۴     |
| ۴۵    | ۱۸ نوامبر ۲۰۲۳  | نیس          | ۷۴       | جبل طارق      | ۱۴–۰  | مقدماتی جام ملت‌های اروپا ۲۰۲۴     |
| ۴۶    | ۱۸ نوامبر ۲۰۲۳  | نیس          | ۷۴       | جبل طارق      | ۱۴–۰  | مقدماتی جام ملت‌های اروپا ۲۰۲۴     |
| ۴۷    | ۵ ژوئن ۲۰۲۴     | موزل         | ۷۸       | لوکزامبورگ    | ۳–۰   | دوستانه                           |
| ۴۸    | ۲۵ ژوئن ۲۰۲۴    | دورتموند     | ۸۱       | لهستان        | ۱–۱   | جام ملت‌های اروپا ۲۰۲۴             |

## افتخارات

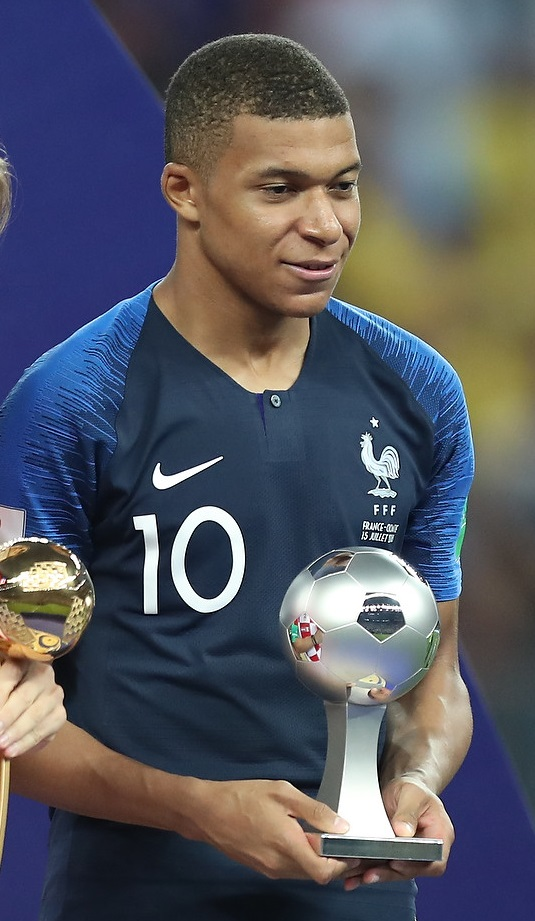
امباپه با جایزهٔ بهترین بازیکن جوان جام جهانی ۲۰۱۸

### باشگاهی

#### موناکو
- لیگ ۱: ۱۷–۲۰۱۶[۵۷]
- جام اتحادیه باشگاه‌های فرانسه: ۱۷–۲۰۱۶ (نایب‌ قهرمان)[۵۹]

#### پاری سن-ژرمن
- لیگ ۱ (۶): ۱۸–۲۰۱۷،[۶۰] ۱۹–۲۰۱۸،[۶۱] ۲۰–۲۰۱۹،[۶۲] ۲۲–۲۰۲۱، ۲۳–۲۰۲۲، ۲۴–۲۰۲۳
- جام حذفی فرانسه (۳): ۱۸–۲۰۱۷،[۶۳] ۲۰–۲۰۱۹، ۲۱–۲۰۲۰؛[۶۴] ۱۹–۲۰۱۸ (نایب‌ قهرمان)[۶۵]
- جام اتحادیه باشگاه‌های فرانسه (۲): ۱۸–۲۰۱۷،[۶۶] ۲۰–۲۰۱۹[۶۷]
- سوپر جام فرانسه (۵): ۲۰۱۸، ۲۰۱۹،[۶۸] ۲۰۲۰،[۶۹] ۲۰۲۲، ۲۰۲۳
- لیگ قهرمانان اروپا: ۲۰–۲۰۱۹ (نایب قهرمان)

#### رئال مادرید
- سوپر جام اروپا ۲۰۲۴ (قهرمان)

جام باشگاه‌های جهان ۲۰۲۴ (قهرمان)
- سوپر جام اسپانیا ۲۰۲۴ (نایب قهرمان)
- کوپا دل ری ۲۰۲۴ (نایب قهرمان)
- لالیگا ۲۵–۲۰۲۴ (نایب قهرمان)

### ملی

#### زیر ۱۹ سال فرانسه
- جام ملت‌های اروپا زیر ۱۹ سال: ۲۰۱۶[۷۰]

#### فرانسه
- جام جهانی: ۲۰۱۸؛[۷۱] ۲۰۲۲ (نایب‌ قهرمان)
- لیگ ملت‌های اروپا: ۲۰۲۱

### فردی
- کفش طلای بهترین گلزن جام جهانی: ۲۰۲۲
- توپ نقره‌ای (دومین بازیکن برتر) جام جهانی: ۲۰۲۲
- بهترین بازیکن جوان جام جهانی: ۲۰۱۸[۷۲]
- کفش طلای (بهترین گلزن) مرحله نهایی لیگ ملت‌های اروپا: ۲۱–۲۰۲۰
- بازیکن سال فوتبال فرانسه (۳): ۲۰۱۸، ۲۰۱۹، ۲۳–۲۰۲۲
- بازیکن فصل لیگ ۱ فرانسه (۵): ۱۹–۲۰۱۸، ۲۱–۲۰۲۰، ۲۲–۲۰۲۱، ۲۳–۲۰۲۲، ۲۴–۲۰۲۳
- بازیکن جوان فصل لیگ ۱ (۳): ۱۷–۲۰۱۶، ۱۸–۲۰۱۷، ۱۹–۲۰۱۸
- بهترین گلزن فصل لیگ ۱ (۶): ۱۹–۲۰۱۸، ۲۰–۲۰۱۹، ۲۱–۲۰۲۰، ۲۲–۲۰۲۱، ۲۳–۲۰۲۲، ۲۴–۲۰۲۳
- بهترین گلزن فصل لا لیگا: ۲۵–۲۰۲۴
- اونز برنزی (۲): ۲۰۱۹، ۲۰۲۳
- جایزه پسر طلایی: ۲۰۱۷
- جایزه کوپا: ۲۰۱۸
- بهترین بازیکن مرد سال گلوب ساکر (۲): ۲۰۲۱، ۲۰۲۴ (اروپا)
- بیشترین پاس گل فصل لیگ ۱: ۲۱–۲۰۲۰، ۲۳–۲۰۲۲
- حضور در تیم منتخب فصل لیگ ۱ (۷): ۱۷–۲۰۱۶، ۱۸–۲۰۱۷، ۱۹–۲۰۱۸، ۲۱–۲۰۲۰، ۲۲–۲۰۲۱، ۲۳–۲۰۲۲، ۲۴–۲۰۲۳
- بازیکن ماه لیگ ۱ فرانسه (۱۲): آوریل ۲۰۱۷، اوت ۲۰۱۸، مارس ۲۰۱۸، فوریه ۲۰۱۹، فوریه ۲۰۲۱، اوت ۲۰۲۱، فوریه ۲۰۲۲، نوامبر۲۰۲۲، دسامبر ۲۰۲۲، فوریه ۲۰۲۳، اکتبر ۲۰۲۳، نوامبر ۲۰۲۳
- حضور در تیم منتخب جام جهانی به انتخاب رسانه‌ها (۲): ۲۰۱۸، ۲۰۲۲
- حضور در تیم رویایی طرفداران جام جهانی: ۲۰۱۸
- حضور در تیم منتخب جام جهانی به انتخاب فیفا: ۲۰۱۸
- بهترین گلزن فصل لیگ قهرمانان اروپا: ۲۴–۲۰۲۳
- حضور در ترکیب فصل لا لیگا: ۲۵–۲۰۲۴
- حضور در ترکیب فصل لیگ قهرمانان اروپا (۴): ۱۷–۲۰۱۶، ۲۰–۲۰۱۹، ۲۱–۲۰۲۰، ۲۲–۲۰۲۱
- حضور در ترکیب منتخب فیف پرو ورلد ۱۱ مردان (۶): ۲۰۱۸، ۲۰۱۹، ۲۰۲۲، ۲۰۲۳، ۲۰۲۴
- حضور در تیم منتخب مردان جهان آی‌اف‌اف‌اچ‌اس (۴): ۲۰۱۸، ۲۰۲۱، ۲۰۲۲، ۲۰۲۳
- تیم سال یوفا: ۲۰۱۸
- کفش طلای اروپا: ۲۰۲۵
- جایزه پنج ستاره ماهو بازیکن فصل رئال مادرید (بهترین بازیکن فصل رئال مادرید): ۲۵–۲۰۲۴